# Vigintisexvirato
O Vigintisexvirato (em latim: vigintisexviri; singular: vigintisexvir) foi um colégio (collegium) de magistrados menores(magistrado minores) na República Romana; o nome significa literalmente "Vinte e seis homens". O colégio consistiu-se em seis fóruns: 
- decemviri stlitibus iudicandis - dez magistrados judiciais que faziam julgamentos, incluindo os que tratava se um homem era livre ou um escravo;
- tresviri as capitais, também conhecido como noturnos - três magistrados que tinham uma função policial, em Roma, desde a carga de prisões à execução de criminosos;
- tresviri aere argento auro flando feriundo, também conhecido como trésviros monetários - três magistrados que estiveram a cargo da extracção e da fundição de bronze, prata e ouro (cunhagem de moedas);
- quattuorviri a viis na urbe purgandis, também conhecido como quatórviros curadores das vias - quatro magistrados que supervisionavam a manutenção das estradas no interior da cidade de Roma;
- duoviri a viis extra urbem purgandis, também conhecido como duóviros curadores das vias - dois magistrados que supervisionavam a manutenção das estradas perto de Roma.

Os quatro prefeitos de Cápua e Cumas - perfeitos enviados para Cápua e Cumas na Campânia para administrar a justiça nesse região. 
Na República, o Vigintisexvirato tinha servido como tutores para os filhos dos senadores para iniciar sua própria carreira pública através do Cursus honorum; Júlio César tinha servido como curador das vias (curator viarum) em partes da Via Ápia. Em 13 d.C., no entanto, o Senado aprovou uma senatus consultum para restringir a reduzida Vigintisexvirato ao equestres. 
Durante o Principado Romano, César Augusto aboliu a duoviri viis extra urbem purgandis e os quatro prefeitos de Cápua e Cumas, mudando assim o vigintisexvirato para vigintivirato (vigintiviri; "Vinte Homens").